# Danh sách tiểu hành tinh: 25001–25100
| Tên                   | Tên đầu tiên | Ngày phát hiện      | Nơi phát hiện                      | Người phát hiện                                  |
| --------------------- | ------------ | ------------------- | ---------------------------------- | ------------------------------------------------ |
| 25001 Pacheco         | 1998 OW6     | 31 tháng 7 năm 1998 | Majorca                            | À. López                                         |
| 25002 -               | 1998 OP7     | 26 tháng 7 năm 1998 | La Silla                           | E. W. Elst                                       |
| 25003 -               | 1998 OZ8     | 26 tháng 7 năm 1998 | La Silla                           | E. W. Elst                                       |
| 25004 -               | 1998 OF10    | 26 tháng 7 năm 1998 | La Silla                           | E. W. Elst                                       |
| 25005 -               | 1998 OU12    | 26 tháng 7 năm 1998 | La Silla                           | E. W. Elst                                       |
| 25006 -               | 1998 OD13    | 26 tháng 7 năm 1998 | La Silla                           | E. W. Elst                                       |
| 25007 -               | 1998 PJ      | 5 tháng 8 năm 1998  | Kleť                               | Kleť                                             |
| 25008 -               | 1998 PL      | 8 tháng 8 năm 1998  | Woomera                            | F. B. Zoltowski                                  |
| 25009 -               | 1998 PG1     | 15 tháng 8 năm 1998 | Woomera                            | F. B. Zoltowski                                  |
| 25010 -               | 1998 PL1     | 14 tháng 8 năm 1998 | Majorca                            | À. López, R. Pacheco                             |
| 25011                 | 1998 PP1     | 13 tháng 8 năm 1998 | Xinglong                           | Chương trình tiểu hành tinh Bắc Kinh Schmidt CCD |
| 25012 -               | 1998 QC      | 17 tháng 8 năm 1998 | Đài thiên văn Zvjezdarnica Višnjan | Đài thiên văn Zvjezdarnica Višnjan               |
| 25013 -               | 1998 QR      | 17 tháng 8 năm 1998 | Kleť                               | Kleť                                             |
| 25014 -               | 1998 QT      | 18 tháng 8 năm 1998 | Les Tardieux                       | M. Bœuf                                          |
| 25015 -               | 1998 QN2     | 19 tháng 8 năm 1998 | Haleakala                          | NEAT                                             |
| 25016 -               | 1998 QJ4     | 18 tháng 8 năm 1998 | Reedy Creek                        | J. Broughton                                     |
| 25017 -               | 1998 QG6     | 24 tháng 8 năm 1998 | Caussols                           | ODAS                                             |
| 25018 -               | 1998 QN6     | 24 tháng 8 năm 1998 | Caussols                           | ODAS                                             |
| 25019 Walentosky      | 1998 QO10    | 17 tháng 8 năm 1998 | Socorro                            | LINEAR                                           |
| 25020 Tinyacheng      | 1998 QY13    | 17 tháng 8 năm 1998 | Socorro                            | LINEAR                                           |
| 25021 Nischaykumar    | 1998 QV17    | 17 tháng 8 năm 1998 | Socorro                            | LINEAR                                           |
| 25022 Hemalibatra     | 1998 QK18    | 17 tháng 8 năm 1998 | Socorro                            | LINEAR                                           |
| 25023 Sundaresh       | 1998 QA19    | 17 tháng 8 năm 1998 | Socorro                            | LINEAR                                           |
| 25024 Calebmcgraw     | 1998 QL19    | 17 tháng 8 năm 1998 | Socorro                            | LINEAR                                           |
| 25025 Joshuavo        | 1998 QW20    | 17 tháng 8 năm 1998 | Socorro                            | LINEAR                                           |
| 25026 -               | 1998 QF23    | 17 tháng 8 năm 1998 | Socorro                            | LINEAR                                           |
| 25027 -               | 1998 QN25    | 17 tháng 8 năm 1998 | Socorro                            | LINEAR                                           |
| 25028 -               | 1998 QL26    | 25 tháng 8 năm 1998 | Woomera                            | F. B. Zoltowski                                  |
| 25029 Ludwighesse     | 1998 QO28    | 26 tháng 8 năm 1998 | Prescott                           | P. G. Comba                                      |
| 25030                 | 1998 QL29    | 22 tháng 8 năm 1998 | Xinglong                           | Chương trình tiểu hành tinh Bắc Kinh Schmidt CCD |
| 25031 -               | 1998 QM30    | 23 tháng 8 năm 1998 | Đài thiên văn Zvjezdarnica Višnjan | Đài thiên văn Zvjezdarnica Višnjan               |
| 25032 Randallray      | 1998 QV31    | 17 tháng 8 năm 1998 | Socorro                            | LINEAR                                           |
| 25033 -               | 1998 QM32    | 17 tháng 8 năm 1998 | Socorro                            | LINEAR                                           |
| 25034 Lesliemarie     | 1998 QS32    | 17 tháng 8 năm 1998 | Socorro                            | LINEAR                                           |
| 25035 Scalesse        | 1998 QN33    | 17 tháng 8 năm 1998 | Socorro                            | LINEAR                                           |
| 25036 Elizabethof     | 1998 QT36    | 17 tháng 8 năm 1998 | Socorro                            | LINEAR                                           |
| 25037 -               | 1998 QC37    | 17 tháng 8 năm 1998 | Socorro                            | LINEAR                                           |
| 25038 Matebezdek      | 1998 QK37    | 17 tháng 8 năm 1998 | Socorro                            | LINEAR                                           |
| 25039 Chensun         | 1998 QF38    | 17 tháng 8 năm 1998 | Socorro                            | LINEAR                                           |
| 25040 -               | 1998 QF40    | 17 tháng 8 năm 1998 | Socorro                            | LINEAR                                           |
| 25041 -               | 1998 QX40    | 17 tháng 8 năm 1998 | Socorro                            | LINEAR                                           |
| 25042 Qiujun          | 1998 QN42    | 17 tháng 8 năm 1998 | Socorro                            | LINEAR                                           |
| 25043 Fangxing        | 1998 QQ42    | 17 tháng 8 năm 1998 | Socorro                            | LINEAR                                           |
| 25044 -               | 1998 QE43    | 17 tháng 8 năm 1998 | Socorro                            | LINEAR                                           |
| 25045 Baixuefei       | 1998 QU43    | 17 tháng 8 năm 1998 | Socorro                            | LINEAR                                           |
| 25046 Suyihan         | 1998 QK44    | 17 tháng 8 năm 1998 | Socorro                            | LINEAR                                           |
| 25047 Tsuitehsin      | 1998 QN44    | 17 tháng 8 năm 1998 | Socorro                            | LINEAR                                           |
| 25048 -               | 1998 QJ45    | 17 tháng 8 năm 1998 | Socorro                            | LINEAR                                           |
| 25049 Christofnorn    | 1998 QS45    | 17 tháng 8 năm 1998 | Socorro                            | LINEAR                                           |
| 25050 Michmadsen      | 1998 QN50    | 17 tháng 8 năm 1998 | Socorro                            | LINEAR                                           |
| 25051 -               | 1998 QE53    | 20 tháng 8 năm 1998 | Anderson Mesa                      | LONEOS                                           |
| 25052 -               | 1998 QG54    | 27 tháng 8 năm 1998 | Anderson Mesa                      | LONEOS                                           |
| 25053 -               | 1998 QB55    | 27 tháng 8 năm 1998 | Anderson Mesa                      | LONEOS                                           |
| 25054 -               | 1998 QN55    | 26 tháng 8 năm 1998 | Caussols                           | ODAS                                             |
| 25055 -               | 1998 QM57    | 30 tháng 8 năm 1998 | Kitt Peak                          | Spacewatch                                       |
| 25056 -               | 1998 QP57    | 30 tháng 8 năm 1998 | Kitt Peak                          | Spacewatch                                       |
| 25057                 | 1998 QW62    | 30 tháng 8 năm 1998 | Xinglong                           | Chương trình tiểu hành tinh Bắc Kinh Schmidt CCD |
| 25058 Shanegould      | 1998 QO63    | 25 tháng 8 năm 1998 | Reedy Creek                        | J. Broughton                                     |
| 25059 -               | 1998 QA69    | 24 tháng 8 năm 1998 | Socorro                            | LINEAR                                           |
| 25060 -               | 1998 QP69    | 24 tháng 8 năm 1998 | Socorro                            | LINEAR                                           |
| 25061 -               | 1998 QQ69    | 24 tháng 8 năm 1998 | Socorro                            | LINEAR                                           |
| 25062 Rasmussen       | 1998 QH71    | 24 tháng 8 năm 1998 | Socorro                            | LINEAR                                           |
| 25063 -               | 1998 QV74    | 24 tháng 8 năm 1998 | Socorro                            | LINEAR                                           |
| 25064 -               | 1998 QN85    | 24 tháng 8 năm 1998 | Socorro                            | LINEAR                                           |
| 25065 Lautakkin       | 1998 QW85    | 24 tháng 8 năm 1998 | Socorro                            | LINEAR                                           |
| 25066 -               | 1998 QN86    | 24 tháng 8 năm 1998 | Socorro                            | LINEAR                                           |
| 25067 -               | 1998 QW86    | 24 tháng 8 năm 1998 | Socorro                            | LINEAR                                           |
| 25068 -               | 1998 QV88    | 24 tháng 8 năm 1998 | Socorro                            | LINEAR                                           |
| 25069 -               | 1998 QF89    | 24 tháng 8 năm 1998 | Socorro                            | LINEAR                                           |
| 25070 -               | 1998 QY90    | 28 tháng 8 năm 1998 | Socorro                            | LINEAR                                           |
| 25071 -               | 1998 QN92    | 28 tháng 8 năm 1998 | Socorro                            | LINEAR                                           |
| 25072 -               | 1998 QB93    | 28 tháng 8 năm 1998 | Socorro                            | LINEAR                                           |
| 25073 Lautakshing     | 1998 QM94    | 17 tháng 8 năm 1998 | Socorro                            | LINEAR                                           |
| 25074 Honami          | 1998 QF96    | 19 tháng 8 năm 1998 | Socorro                            | LINEAR                                           |
| 25075 Kiyomoto        | 1998 QK98    | 28 tháng 8 năm 1998 | Socorro                            | LINEAR                                           |
| 25076 -               | 1998 QM98    | 28 tháng 8 năm 1998 | Socorro                            | LINEAR                                           |
| 25077 -               | 1998 QJ99    | 26 tháng 8 năm 1998 | La Silla                           | E. W. Elst                                       |
| 25078 -               | 1998 QV99    | 26 tháng 8 năm 1998 | La Silla                           | E. W. Elst                                       |
| 25079 -               | 1998 QU103   | 26 tháng 8 năm 1998 | La Silla                           | E. W. Elst                                       |
| 25080 -               | 1998 QX103   | 26 tháng 8 năm 1998 | La Silla                           | E. W. Elst                                       |
| 25081 -               | 1998 QR108   | 17 tháng 8 năm 1998 | Socorro                            | LINEAR                                           |
| 25082 Williamhodge    | 1998 RP1     | 15 tháng 9 năm 1998 | Prescott                           | P. G. Comba                                      |
| 25083 -               | 1998 RV1     | 14 tháng 9 năm 1998 | Catalina                           | CSS                                              |
| 25084 -               | 1998 RP5     | 15 tháng 9 năm 1998 | Anderson Mesa                      | LONEOS                                           |
| 25085 Melena          | 1998 RM6     | 14 tháng 9 năm 1998 | Anderson Mesa                      | LONEOS                                           |
| 25086 -               | 1998 RU8     | 13 tháng 9 năm 1998 | Kitt Peak                          | Spacewatch                                       |
| 25087 Kaztaniguchi    | 1998 RK17    | 14 tháng 9 năm 1998 | Socorro                            | LINEAR                                           |
| 25088 Yoshimura       | 1998 RR19    | 14 tháng 9 năm 1998 | Socorro                            | LINEAR                                           |
| 25089 Sanabria-Rivera | 1998 RN25    | 14 tháng 9 năm 1998 | Socorro                            | LINEAR                                           |
| 25090 -               | 1998 RA39    | 14 tháng 9 năm 1998 | Socorro                            | LINEAR                                           |
| 25091 Sanchez-Claudio | 1998 RH41    | 14 tháng 9 năm 1998 | Socorro                            | LINEAR                                           |
| 25092 -               | 1998 RV42    | 14 tháng 9 năm 1998 | Socorro                            | LINEAR                                           |
| 25093 Andmikhaylov    | 1998 RO45    | 14 tháng 9 năm 1998 | Socorro                            | LINEAR                                           |
| 25094 Zemtsov         | 1998 RF46    | 14 tháng 9 năm 1998 | Socorro                            | LINEAR                                           |
| 25095 Churinov        | 1998 RT46    | 14 tháng 9 năm 1998 | Socorro                            | LINEAR                                           |
| 25096 -               | 1998 RW46    | 14 tháng 9 năm 1998 | Socorro                            | LINEAR                                           |
| 25097 -               | 1998 RK47    | 14 tháng 9 năm 1998 | Socorro                            | LINEAR                                           |
| 25098 Gridnev         | 1998 RQ47    | 14 tháng 9 năm 1998 | Socorro                            | LINEAR                                           |
| 25099 Mashinskiy      | 1998 RS47    | 14 tháng 9 năm 1998 | Socorro                            | LINEAR                                           |
| 25100 Zhaiweichao     | 1998 RY47    | 14 tháng 9 năm 1998 | Socorro                            | LINEAR                                           |